# Коротаево (Удмуртия)
 Коротаево  — деревня в Глазовском районе Удмуртии в составе  сельского поселения Куреговское.

## География
Находится на расстоянии примерно 25 км на восток-северо-восток по прямой от центра района города Глазов. 

## История
Известна с 1764 года как Коротаевской починок с населением 83 человека, в 1802 (деревня Коротаевская) 11 дворов. В 1873 году здесь было дворов 31 и жителей 318, в 1905 51 и 476,  в 1924 51 и 467 (все удмурты). По другим данным известна с 1678 года. Работали колхозы «Югыт сюрес» («Светлый путь») и «Большевик».

## Население
Постоянное население  составляло 286 человек (удмурты 94%) в 2002 году, 213 в 2012.